# جام اتحاد ۱۳۵۲
جام اتحاد ۱۳۵۲ یک جام فوتبال بین چهار تیم قدرتمند باشگاههای تهران بود که در خرداد سال ۱۳۵۲ برگزار شد. در این تورنمنت تیمهای تاج تهران، پاس تهران، عقاب تهران و پرسپولیس تهران حاضر بودند که تیم تاج تهران به قهرمانی رسید. در روز پایانی این مسابقات تیم تاج تهران برای اولین بار در تاریخش در ورزشگاه آریامهر به میدان رفت که موفق شد تیم پرسپولیس را شکست بدهد. این مسابقات پیش از افتتاح لیگ تخت جمشید برگزار شد.

## نتایج جام اتحاد
| # | تاریخ     | نتایج بازیها   | نتایج بازیها | نتایج بازیها   | ورزشگاه |
| - | --------- | -------------- | ------------ | -------------- | ------- |
| ۱ | ۱۳۵۲/۳/۱۸ | تاج تهران      | ۱–۰          | عقاب تهران     | امجدیه  |
| ۲ | ۱۳۵۲/۳/۱۸ | پرسپولیس تهران | ۳–۲          | پاس تهران      | امجدیه  |
| ۳ | ۱۳۵۲/۳/۲۰ | تاج تهران      | ۰–۰          | پاس تهران      | امجدیه  |
| ۴ | ۱۳۵۲/۳/۲۲ | عقاب تهران     | ۰–۰          | پرسپولیس تهران | امجدیه  |
| ۵ | ۱۳۵۲/۳/۲۵ | پاس تهران      | ۲–۰          | عقاب تهران     | آریامهر |
| ۶ | ۱۳۵۲/۳/۲۵ | تاج تهران      | ۱–۰          | پرسپولیس تهران | آریامهر |

1. ↑  هر سه گل تیم پرسپولیس در این بازی از روی نقطه پنالتی توسط همایون بهزادی به ثمر رسید.
2. ↑  این اولین بازی دو تیم باشگاهی ایران بود که در ورزشگاه آریامهر برگزار شد.
3. ↑  این اولین شهرآورد تهران بود که در ورزشگاه آریامهر برگزار شد.

## جدول رده‌بندی جام اتحاد
| # | تیم            | بازی | برد | مساوی | باخت | گل زده | گل خورده | تفاضل گل | امتیاز |
| - | -------------- | ---- | --- | ----- | ---- | ------ | -------- | -------- | ------ |
| ۱ | تاج تهران      | ۳    | ۲   | ۱     | ۰    | ۲      | ۰        | ۲        | ۵      |
| ۲ | پاس تهران      | ۳    | ۱   | ۱     | ۱    | ۴      | ۳        | ۱        | ۳      |
| ۳ | پرسپولیس تهران | ۳    | ۱   | ۱     | ۱    | ۳      | ۳        | ۰        | ۳      |
| ۴ | عقاب تهران     | ۳    | ۰   | ۱     | ۲    | ۰      | ۳        | ۳-       | ۱      |